# Aron Baynes
Aron John Baynes (ur. 9 grudnia 1986 w Gisborne) – australijski koszykarz, występujący na pozycji skrzydłowego, mistrz NBA, reprezentant kadry Australii.
Jego starszy brat, Callum jest również koszykarzem.
W lipcu 2015 został zawodnikiem Detroit Pistons. 19 lipca 2017 podpisał umowę z Boston Celtics.
6 lipca 2019 trafił w wyniku wymiany do Phoenix Suns.
24 listopada 2020 zawarł kontrakt z Toronto Raptors. 4 sierpnia 2021 opuścił klub.

## Osiągnięcia
Stan na 9 sierpnia 2021, na podstawie, o ile nie zaznaczono inaczej.
NCAA
- Wybrany do:
  - składu Honorable Mention All-Pac 10 Team (2008)
  - I składu Pacific-10 All-Academic (2007)
  - II składu Pacific-10 All-Academic (2008)
- Uczestnik:
  - Hershey's All-Star Game (2009)
  - meczu gwiazd NCAA – Reese's College All-Star Game (2009)

Drużynowe
- Mistrz Litwy (2010)
- Zdobywca pucharu Litwy (2010)

Indywidualne
- MVP:
  - 6. rundy ligi greckiej (2011/12)
  - 11. rundy ligi adriatyckiej (2012/13)
- Uczestnik meczu gwiazd ligi:
  - słoweńskiej (2013)
  - litewskiej (2010)
- Zwycięzca konkursu wsadów ligi litewskiej (2010)
- Lider ligi greckiej w zbiórkach (2012)

NBA
- Mistrz NBA (2014)[1]
- Wicemistrz NBA (2013)[1]

Reprezentacja
- Mistrz Australii i Oceanii (2011)
- Wicemistrz:
  - Australii i Oceanii (2009)
  - Australii i Oceanii U–20 (2004)
- Brązowy medalista olimpijski (2020)[12]
- Uczestnik:
  - mistrzostw świata (2010 – 10. miejsce, 2014 – 12. miejsce)
  - igrzysk olimpijskich (2012 – 7. miejsce, 2020)
  - uniwersjady (2007)
  - turnieju London Invitational (2011 – 2. miejsce)